# Trasplantament de fetge

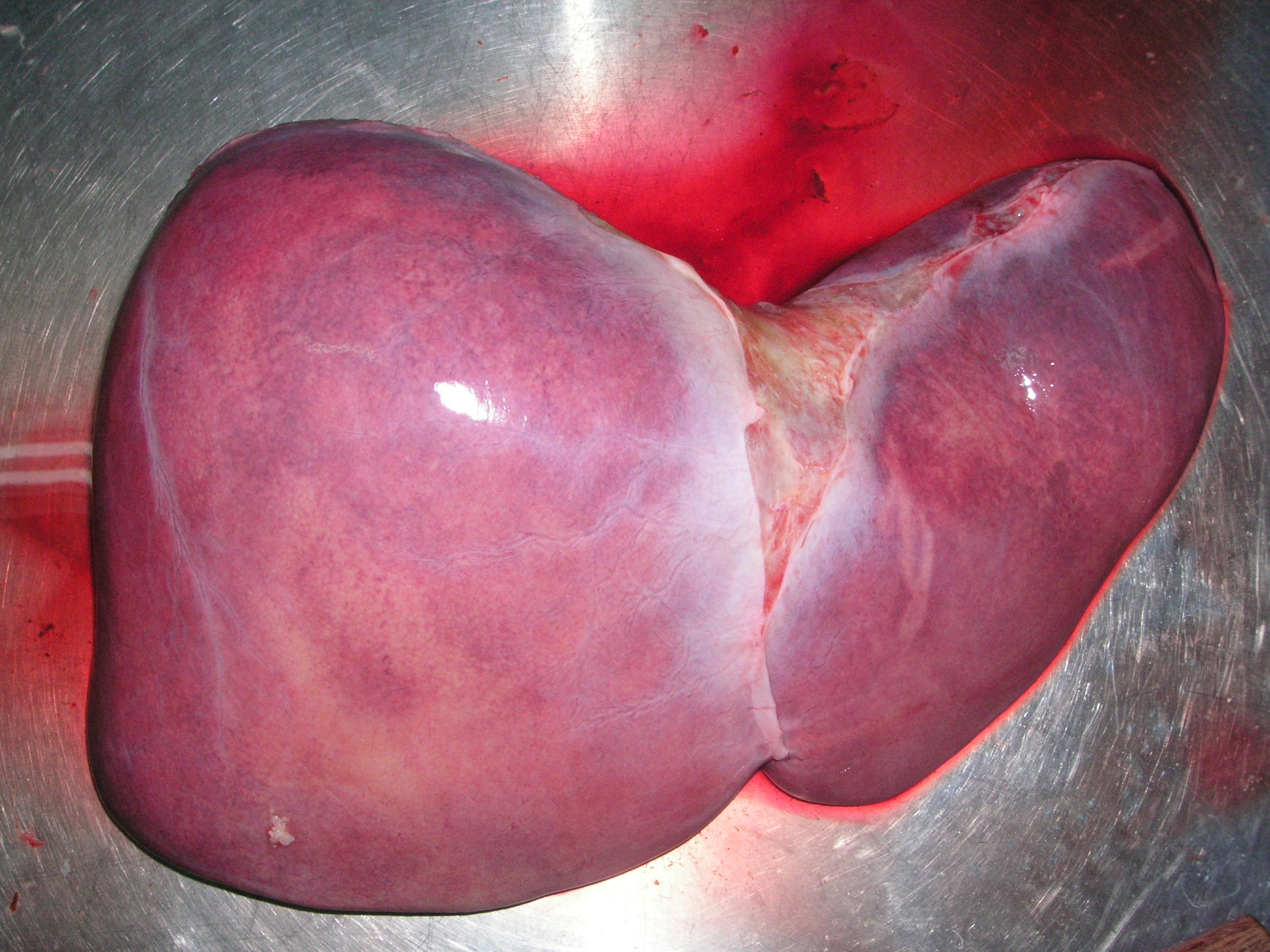
Fetge humà.

El trasplantament de fetge o trasplantament hepàtic és la substitució d'un fetge malalt amb el fetge sa d'una altra persona (al·lotrasplantament). El trasplantament hepàtic és una opció de tractament per a la malaltia hepàtica en fase terminal i en la insuficiència hepàtica aguda, tot i que la disponibilitat d'òrgans del donant és una limitació important. La tècnica més habitual és el trasplantament ortotòpic, en el qual s'extirpa el fetge natiu i se substitueix per l'òrgan donant en la mateixa posició anatòmica que el fetge original. El procediment quirúrgic és complex i requereix una obtenció acurada de l'òrgan donant i una implantació meticulosa al receptor. La durada de la cirurgia oscil·la entre les 4 i les 18 hores, depenent del resultat. Els resultats favorables requereixen un cribratge acurat per al receptor elegible, així com una coincidència de donant viu o cadavèric ben calibrada.
Després de la intervenció es precisa tractament immunosupressor durant molt de temps.